# بطولة العالم لسباق الدراجات على الطريق 1983
بطولة العالم لسباق الدراجات على الطريق 1983 هي الدورة ال56 من بطولة العالم لسباق الدراجات على الطريق، أجريت في ألتنرهين، سويسرا.

## برنامج المسابقات
رجال
- سباق الطريق ضد الساعة.
- سباق الطريق ضد الساعة للفرق.

سيدات
- سباق الطريق المداري.

شبان
- سباق الطريق المداري للشبان.

## النتائج النهائية
| المسابقة              | ذهبية                          | فضية                           | برونزية                     |
| --------------------- | ------------------------------ | ------------------------------ | --------------------------- |
| الرجال                |                                |                                |                             |
| سباق الطريق ضد الساعة | جريج لوموند (الولايات المتحدة) | أدري فان دير بول (هولندا)      | ستيفن روش (جمهورية أيرلندا) |
| الفريق البطل          | الاتحاد السوفيتي               | سويسرا                         | النرويج                     |
| السيدات               |                                |                                |                             |
| سباق الطريق المداري   | ماريان برجلاند (السويد)        | ريبيكا تويج (الولايات المتحدة) | Maria Canins (إيطاليا)      |
| شبان                  |                                |                                |                             |
| سباق الطريق المداري   | Søren Lilholt (الدنمارك)       | Oleg Emelianov (روسيا)         | Michael Gozzi (السويد)      |